# Болдино (Пермский край)
Болдино — деревня в Пермском районе Пермского края. Входит в состав Култаевского сельского поселения.

## Географическое положение
Расположена на реке Усолка, к юго-востоку от административного центра поселения, села Култаево.

## Население
| 2010 |
| ---- |
| 73   |

## Улицы
- Береговая ул.
- Берёзовая ул.
- Братская ул.
- Грачевская ул.
- Крайняя ул.
- Подгорная ул.
- Просёлочная ул.
- Тупиковая ул.

## Топографические карты
- Лист карты O-40-76 Юго-камский. Масштаб: 1 : 100 000. Состояние местности на 1983 год. Издание 1984 г.